# سیارک ۴۵۶۳
سیارک ۴۵۶۳ (به انگلیسی: 4563 Kahnia، نامگذاری:1980OG) چهار هزار و پانصد و شصت و سومین سیارک کشف شده‌است که در ۱۷ ژوئیه ۱۹۸۰ کشف شد.
قدر مطلق سیارک برابر ۱۳٫۳۰ است.